# Canon antiaérien de 20 mm type 98
Le canon antiaérien automatique Type 98 de 20 mm était le canon antiaérien léger le plus répandu (plus de 80%) dans l'armée impériale japonaise. Il est entré en service en 1938 et a été utilisé au combat pour la première fois au cours de la Bataille de Khalkhin Gol. Il a été utilisé jusqu'à la fin de la seconde guerre mondiale. Il a ensuite été utilisé par l'armée de terre indonésienne pendant la révolution nationale indonésienne.
La désignation Type 98 indique que ce canon a été adopté par l'Armée impériale en l'an 2598 du calendrier japonais, soit 1938 dans le calendrier grégorien. 
Le canon pouvait être déployé en trois minutes par une équipe expérimentée ou bien tirer de manière imprécise encore sur ses roues.
Cette arme et ses variantes étaient basées sur la mitrailleuse Hotchkiss de 13,2 mm française, que les japonais avaient achetée et améliorée chez eux.

## Munitions
- Obus perforant traçant Type 100. L'obus pèse 162 grammes et la munition complète 431 grammes.
- Obus hautement explosif traçant Type 100. L'obus pèse 136 grammes et la munition complète 405 grammes.

## Liens externes

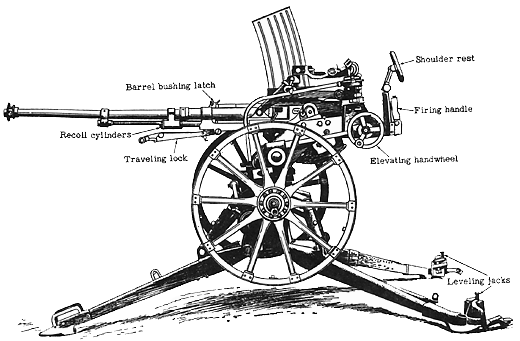
Dessin d'un canon Type 98 de 20 mm tiré d'un manuel de l'armée américaine.